# Fuck Everyone and Run (F E A R)
Pour les articles homonymes, voir Fear.
Albums de Marillion
A Sunday Night Above the Rain
(2014) Waves and Numb3rs
(2016)
Singles
1. The New Kings
Sortie : 8 juillet 2016
2. Living in F E A R
Sortie : 21 septembre 2016

Fuck Everyone and Run (F E A R) est le dix-huitième album studio du groupe néo-progressif britannique Marillion, sorti le 23 septembre 2016. Il est composé de six morceaux.
Il a atteint la place n°4 dans le Top albums en 2016 au Royaume-Uni.

## Liste des titres
Toutes les chansons sont écrites et composées par Steve Hogarth, Mark Kelly, Ian Mosley, Steve Rothery et Pete Trewavas.
| No | Titre | Durée |
| -- | --- | ----- |
| 1. | El Dorado - I. Long Shadowed Sun – 1:26 - II. The Gold – 6:12 - III. Demolished Lives – 2:23 - IV. F E A R – 4:07 - V. The Grandchildren of Apes – 2:35            | 16:43 |
| 2. | Living in F E A R | 6:25  |
| 3. | The Leavers - I: Wake Up in Music – 4:27 - II: The Remainers – 1:34 - III: Vapour Trails in the Sky – 4:49 - IV: The Jumble of Days – 4:20 - V: One Tonight – 3:56 | 19:07 |
| 4. | White Paper | 7:19  |
| 5. | The New Kings - I: Fuck Everyone and Run – 4:22 - II: Russia's Locked Doors – 6:24 - III: A Scary Sky – 2:23 - IV: Why Is Nothing Ever True? – 3:24                | 16:45 |
| 6. | Tomorrow's New Country | 1:47  |

## Critiques
Pour La Grosse Radio, c'est « un album apaisé qui bénéficie de tout le savoir-faire du groupe, mais fait également preuve d'un certain classicisme ».